# Analisi delle reti sociali

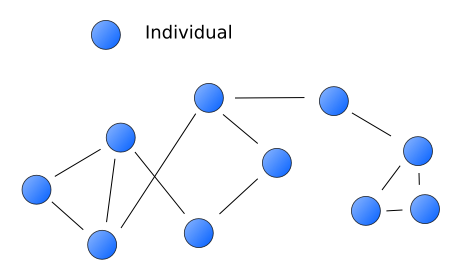
Esempio di rete sociale

L'analisi delle reti sociali, a volte detta anche teoria delle reti sociali, è una moderna metodologia di analisi delle relazioni sociali sviluppatasi a partire dai contributi di Jacob Levi Moreno, il fondatore della sociometria, scienza che analizza le relazioni interpersonali.
La SNA (dall'inglese Social Network Analysis) trova ora applicazione in diverse scienze sociali, come la sociologia, l'antropologia, la psicologia e l'economia, così come nel management, ed è stata utilmente impiegata nello studio di diversi fenomeni, come il commercio internazionale, la diffusione dell'informazione, lo studio delle istituzioni e il funzionamento delle organizzazioni.
Negli ultimi anni, la Social Network Analysis (SNA) ha trovato numerose applicazioni anche in ambiti quali la fisica, la biochimica, la genetica e l'informatica. L’analisi dell’uso del termine “SNA” nella letteratura scientifica evidenzia una crescita esponenziale del ricorso a questo approccio per la rappresentazione computazionale di fenomeni complessi e interdipendenti.
Secondo la teoria delle reti sociali, la società è vista e studiata come rete di relazioni, più o meno estese e strutturate. Il presupposto fondante è che ogni individuo (o attore) si relaziona con gli altri e questa sua interazione plasma e modifica il comportamento di entrambi. Lo scopo principale dell'analisi di network è appunto quello di individuare e analizzare tali legami (ties) tra gli individui (nodes). In letteratura sono disponibili diverse classi di misure, volte ad analizzare: le proprietà complessive di una rete (ad esempio coesione e centralità); l’individuazione di sottoreti specifiche (come gruppi o egonets); e l’identificazione di somiglianze tra reti, basate su criteri quali l’equivalenza strutturale, automorfica o regolare.
Nel suo sviluppo la SNA ha fatto ampio uso di temi, concetti e strumenti di una branca della matematica nota come teoria dei grafi. Il suo sviluppo in parte autonomo ha tuttavia portato a volte all'utilizzo di una terminologia indipendente. Così, capita spesso che, leggendo manuali di network analysis, ci si riferisca a concetti propri della teoria dei grafi con termini diversi. Laddove possibile, gli studiosi cercano di riunificare tutta la terminologia specifica della materia.
La SNA fa anche ampio uso dell'algebra lineare, della statistica e dell'informatica, favorendo l'approccio interdisciplinare allo sviluppo del campo.

## Reti sociali e sociologia

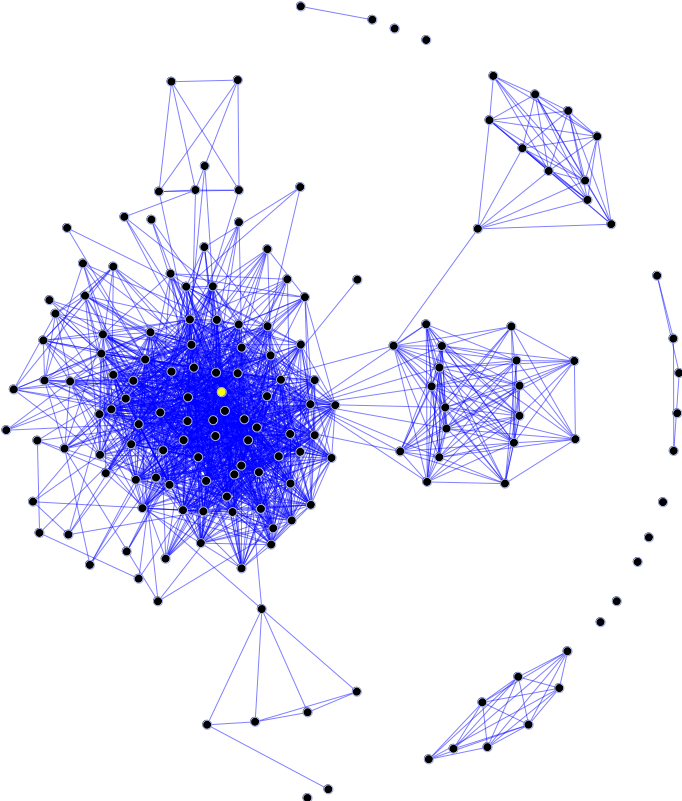
Esempio di diagramma di rete sociale

L'analisi delle reti sociali è un settore particolarmente fertile della sociologia contemporanea, che si differenzia dalla ricerca sociale mainstream per l'attenzione posta sull'influenza della relazione sociale sul comportamento collettivo.
L'approccio della SNA è basato sul concetto intuitivo che il pattern dei legami sociali nei quali gli attori sono inseriti abbia per questi conseguenze determinanti. Il tentativo è quello di scoprire schemi riconducibili a strutture relazionali, di determinare le condizioni di origine e di rilevarne le conseguenze per l'azione. Da questa prospettiva, la struttura sociale è assunta come un modello persistente di relazioni fra posizioni sociali (Laumann e Pappi) e si configura attraverso networks ovvero insieme di nodi (o membri del sistema sociale) e come insieme di legami che indicano le loro interconnessioni (Wellman e Berkowitz). Riprendendo la metafora delle cerchie sociali proposta da Georg Simmel, possiamo dire che la SNA vede gli attori muoversi tra spazi sociali generati dall'intersecazione dei diversi ambiti relazionali in ognuno dei quali il soggetto gioca ruoli sociali differenziati e assume posizioni diverse.

È lo stesso Simmel (1890) ad affermare: 
(Simmel, La differenziazione sociale)
Assumendo come unità di analisi e di osservazione la relazione sociale, la SNA mira ad elicitare la trama, la struttura concreta, formale e informale, delle interconnessioni sociali senza assolutizzare il ruolo della logica posizionale o dell'attributo ai fini della spiegazione e della comprensione del comportamento sociale; per l'analisi strutturale, cioè, nessuna variabile e nessuna posizione sociale è determinante in senso assoluto ma solo in relazione alla geometria di una o più reti in cui il soggetto si posiziona diversamente a seconda della situazione. Le dimensioni ascrittive ed unilineari di allocazione dei soggetti nella società diventano residuali e l'attore si gioca la sua azione “tra le reti sociali”; ciò gli consente di recuperare un comportamento strategico benché entro i vincoli della rete stessa. La SNA introduce, dunque, una diversa rappresentazione sociale e sociologica cercando di coniugare approcci teorici e strumentario tecnico.
Secondo Freeman (2004), prima che avesse origine la moderna analisi delle reti sociali, gli scienziati sociali già ragionavano in termini di rete per condurre ricerche strutturali sui fenomeni sociali; i contributi iniziali non si limitavano ad idee intuitive ma andavano verso la raccolta sistematica dei dati strutturali. Taluni chiarirono e diffusero l'intuizione strutturale di base, altri rilevarono dati nella forma “attore per attore”, altri ancora svilupparono le procedure per costruire le rappresentazioni grafiche dei legami e, infine, taluni altri ancora lavorarono sul calcolo relazionale connotando le reti attraverso le proprietà algebriche degli schemi sociali.
Già George Simmel aveva dichiarato: “la società esiste dove un certo numero di individui interagiscono tra di loro”. Da questa matrice originaria prende forma e si orienta tutta l'impostazione della SNA contemporanea i cui maggiori esponenti, Stanley Wasserman e Katherine Faust, danno vita nel 1994 al primo “abecedario” di rete: Social Network Analysis Methods and Applications. Da questo momento ad oggi la prospettiva di rete si amplifica notevolmente, ancorando ricerche ed analisi a quattro direttrici:
- Gli attori e le loro azioni sono considerati unità interdipendenti, piuttosto che indipendenti o unità autonome;
- I legami relazionali (linkages) tra gli attori sono canali per il trasferimento o il flusso di risorse (sia materiali che non);
- I modelli di rete sono considerati ambienti strutturali che forniscono opportunità oppure vincoli per l'azione individuale;
- La struttura (sociale, economica, politica...) è concettualizzata in termini di modelli durevoli di relazione tra attori sociali.

## L'analisi delle reti sociali negli studi sociologici italiani
La SNA comincia a prendere piede in Italia a partire dagli anni '80 quando sociologi come Chiesi e Piselli iniziano a diffondere l'idea di rete sociale come rappresentazione dei fenomeni di vita associata. L'avvio ufficiale di un dibattito più strutturato e continuativo sull'argomento, anticipato nel 1995 dall'opera Reti di Fortunata Piselli, può essere datato 1996, quando la rivista “Rassegna Italiana di Sociologia” pubblica un numero monografico sulla SNA. È da questo momento in poi che la sociologia italiana ha cominciato ad interrogarsi sullo statuto di tale prospettiva di ricerca. Soprattutto in ambito accademico ci si è accorti delle valide potenzialità della metodologia di rete applicabile a differenti campi di studio: impresa, mercato del lavoro e sviluppo economico; politica, élite e governo locale; famiglia, vicinato e relazioni di sostegno; Stato sociale e terzo settore; migrazioni, immigrazione e povertà; comunità virtuale e internet; stratificazione e mobilità social...
Su tutto, però, è il tema del capitale sociale a convincere i ricercatori italiani dell'efficacia euristica e metodologica della SNA. Alla fase “esplorativa” dei primi studi sul capitale sociale che si ponevano l'obiettivo di definire questo concetto e individuare i meccanismi soggiacenti, si affianca, grazie ai metodi della SNA con una fase e più recente, in cui la misurazione diventa la finalità principale dell'analisi del capitale sociale. Nell'ultimo decennio, infatti, sono davvero numerosi gli studiosi italiani che hanno pubblicato e dibattuto sul capitale sociale servendosi della SNA per spostarsi dal piano teorico a quello metodologico.
La crescita di interesse per la SNA ha comportato una maggiore attenzione degli studiosi italiani, in particolare ricercatori e docenti universitari, anche ai suoi risvolti divulgativi, tale che sono oramai diversi i manuali sull'argomento. Su tutti dobbiamo ricordare il manuale di Scott a cura di Amaturo intitolato L'analisi delle reti sociali (1997) e il volume L'analisi dei reticoli di Chiesi (1999) che si pongono come le prime opere sistematiche, di taglio metodologico, scritte in Italia. Social Network Analysis di Trobia e Milia (2011), oltre ad essere molto orientato all'utilizzo concreto dei software per l'analisi di rete, introduce il lettore italiano ai più recenti sviluppi della SNA: l'uso della statistica, lo studio dell'evoluzione delle reti nel tempo, le reti vaste e complesse. Negli anni più recenti, la letteratura sulla Social Network Analysis (SNA) ha visto l’introduzione di contributi che combinano approcci teorici e applicazioni avanzate a contesti socio-economici complessi. Un esempio è il volume Elements of Network Science. Theory, Methods and Applications in Stata, R and Python di Antonio Zinilli (2025), che integra la prospettiva della network science con quella delle scienze sociali ed economiche. Il testo si distingue per l’uso congiunto di tre ambienti di calcolo (Stata, R e Python), l’inclusione di metodi statistici per reti statiche e dinamiche, e l’applicazione a casi reali riguardanti innovazione, reti scientifiche e sistemi economici complessi.
L'approccio della SNA trova poi spazio in numerosi volumi di spiegazione sociologica tra cui Corbetta (1999), Cipolla (2000), Memoli (2004), Borlandi, Sciolla (2005). Esclusivamente dedicati all'analisi tecnica delle reti sociali sono poi i volumi di Vargiu (2002); Salvini (2005, 2007) e i saggi di Cordez (2005) e Corbisiero (2007).
Allo stato attuale i programmi più utilizzati nella SNA sono UCINET, giunto alla versione 6, NETMINER, SocioViz e Pajek, disponibile gratuitamente sul web. Trovano applicazione anche altri programmi, quali  AGNA, su geocities.com. URL consultato il 17 ottobre 2005 (archiviato dall'url originale il 17 novembre 2005)., anche questo gratuito, e NetDraw, quest'ultimo espressamente concepito per la rappresentazione e l'elaborazione grafica delle reti. Al momento non esiste un manuale in italiano di UCINET, ma qualcuno sta lavorando ad una prima traduzione (il volume di Trobia e Milia, 2011, può comunque costituire una prima buona introduzione). Da segnalare inoltre Gephi, software open source dedicato alla visualizzazione ed analisi delle reti sociali.